# Kia Davis
Kia Davis; verh. Id-Deen (* 23. Mai 1976 in Monrovia) ist eine ehemalige liberianisch-US-amerikanische Leichtathletin, die sich auf den Sprint spezialisiert hat. Ihren größten sportlichen Erfolg feierte sie mit dem Gewinn der Silbermedaille in der 4-mal-400-Meter-Staffel bei den Hallenweltmeisterschaften 2006 in Moskau.

## Sportliche Laufbahn
Kia Davis wurde in Liberia geboren, wuchs aber in den Vereinigten Staaten auf und absolvierte dort ein Studium an der St. Augustine’s University. Erste internationale Erfahrungen sammelte sie im Jahr 2006, als sie bei den Hallenweltmeisterschaften in Moskau im Vorlauf der 4-mal-400-Meter-Staffel zum Einsatz kam und damit zum Gewinn der Silbermedaille durch die US-amerikanischen Mannschaft beitrug. 2008 schied sie bei den Hallenweltmeisterschaften in Valencia für Liberia startend mit 8,25 s im Halbfinale über 60 m Hürden aus. Im August desselben Jahres nahm sie an den Olympischen Sommerspielen in Peking teil und schied dort mit 24,31 s und 53,99 s jeweils in der ersten Runde über 200 und 400 Meter aus. Im Jahr darauf kam sie dann bei den Weltmeisterschaften in Berlin mit 56,85 s nicht über den Vorlauf über 400 Meter hinaus, woraufhin sie ihre aktive sportliche Karriere  im Alter von 33 Jahren beendete. Anschließend war sie als Trainerin in Pittsburgh sowie in North Carolina tätig.

## Persönliche Bestleistungen
- 200 Meter: 23,12 s, 13. Juli 2007 in New York City
- 400 Meter: 51,55 s, 17. Mai 2008 in Ponce (liberianischer Rekord)
  - 400 Meter (Halle): 53,47 s, 25. Februar 2006 in Boston
- 100 m Hürden: 13,08 s (+0,4 m/s), 22. Juni 2002 in Palo Alto
  - 60 m Hürden (Halle): 8,06 s, 2. März 2002 in New York